# هنري كيمب
هنري كيمب (بالإنجليزية: Henry Kemp)‏ هو ضابط جوي وموظف مدني وباحث وسياسي أسترالي، ولد في 25 سبتمبر 1912، وتوفي في 29 يونيو 1973. حزبياً، نشط في تحالف الليبرالية والريفي. وقد انتخب عضو مجلس جنوب أستراليا التشريعي عن دائرة Southern District (South Australian Legislative Council) ‏ وقد انضم خلال فترته النيابية (19 يونيو 1964 – 29 يونيو 1973) للكتلة البرلمانية تحالف الليبرالية والريفي.